# Messin' with My Head
Messin' with My Head è un singolo della cantante italiana Irene Fornaciari estratto dall'eponimo album Irene Fornaciari .
Il singolo è uscito nel mese di aprile in tutte le radio italiane scritto con il padre Zucchero e nasce dalla collaborazione di Irene Fornaciari con  Mousse T..
Il 29 maggio 2010 la Fornaciari presenta il singolo ai Wind Music Awards.

## Il video
Il video musicale prodotto per Messin' With My Head è stato girato dal regista Marco Pavone.A giugno esce il video ufficiale del singolo che viene girato insieme a Mousse T. mentre suona il pianoforte, e con la stessa Irene Fornaciari  che canta comparendo all'improvviso vicino ad un microfono .Mentre Irene canta si vedono i tasti del pianoforte volare fuori dalla finestra e alla fine cadono nel fiume , creando un'atmosfera di fantasia .